# 12556 Kyrobinson
12556 Kyrobinson este un asteroid din centura principală de asteroizi.

## Descriere
12556 Kyrobinson este un asteroid din centura principală de asteroizi. A fost descoperit pe 17 august 1998 la Socorro, New Mexico, în cadrul proiectului LINEAR. Asteroidul prezintă o orbită caracterizată de o semiaxă mare de 2,38 ua, o excentricitate de 0,06 și o înclinație de 6,5° în raport cu ecliptica.